# 魔法の黄色い靴
「魔法の黄色い靴」（まほうのきいろいくつ）は、チューリップの楽曲。財津和夫が作詞・作曲を手掛けた。
チューリップのメジャーデビューシングルとして1972年6月5日に東芝音楽工業から発売された。

## 概要
1972年、財津和夫はメンバーと共に上京、チューリップはメジャーデビューを果たす。レコーディングに異例とも言える16時間を費やした本作は、業界関係者には高い評価を得たものの、地元・福岡以外では売れず、全国的なヒットには結びつかなかった。そのため、発売当時の売り上げは2,000枚に過ぎないが、記念すべきデビュー曲であり、ライブでは長年にわたりエンディングを飾る曲として定着している。B面の「ハーモニー」もライブで多く演奏され、今日では代表曲の一つとなっている。
財津にとって、「魔法の靴」は重要なキーワードであり、本作以降も「人生ゲーム」（『無限軌道』収録）、「Well (Mr.Good-by)」（『Well』に収録）などの作品に登場させている。
発売から20年以上が経過した1993年、ダイドー｢ブレンドコーヒー｣のCMソングに起用された。
2002年には、チューリップの半生を描いたミュージカルのタイトルにも採用された。主なキャストは、山本耕史、河相我聞、遠山景織子など。なお、財津和夫はこのミュージカルの舞台監修を務めている。

## 1972年版

### 収録曲
作詞・作曲：財津和夫
1. 魔法の黄色い靴
  - 　編曲：木田高介・チューリップ
2. ハーモニー
  - 編曲：青木望・チューリップ

## 1993年版
このシングルから1週間後に発売されたベスト・アルバム『恋・恋愛・愛』の先行シングルとして発売。ダイドー「ブレンドコーヒー」CMソング。

### 収録曲
全曲作詞・作曲：財津和夫　編曲：チューリップ
1. 魔法の黄色い靴
2. 虹とスニーカーの頃
3. 青春の影